# Kleegras
Kleegras ist ein Gemenge aus verschiedenen Gras- und Kleesorten. Die häufigste Kleesorte ist der Rotklee. Als Grassorten kommen alle ertragreichen Mittel- und Obergräser in Frage. Für einjährigen Anbau ist das Italienische Raygras (Welsches Weidelgras) am beliebtesten.
Kleegras wird hauptsächlich im Feldfutterbau (ein- oder zweijährige Kultur) und als Komponente einer Fruchtfolge angebaut. Ferner wird es zur Gründüngung und gelegentlich auch zur Neuanlage von Grünland verwendet. Des Weiteren ist es ein Substrat für Biogasanlagen. Der Vorteil von Kleegras liegt darin, dass es keinen zusätzlichen Stickstoffdünger benötigt, da mit dem Klee in Symbiose lebende Knöllchenbakterien Stickstoff aus der Luft binden. Dies spielt v. a. im Biolandbau eine wichtige Rolle, dort dient Kleegras auch der Vorbereitung des Bodens für die Nachfolgekultur, z. B. Getreide. Kleegras wird auch in Biogasanlagen verwertet. Die Erträge liegen bei ca. 10–12 t Trockenmasse/ha.